# Cecil Taylor/Diskografie

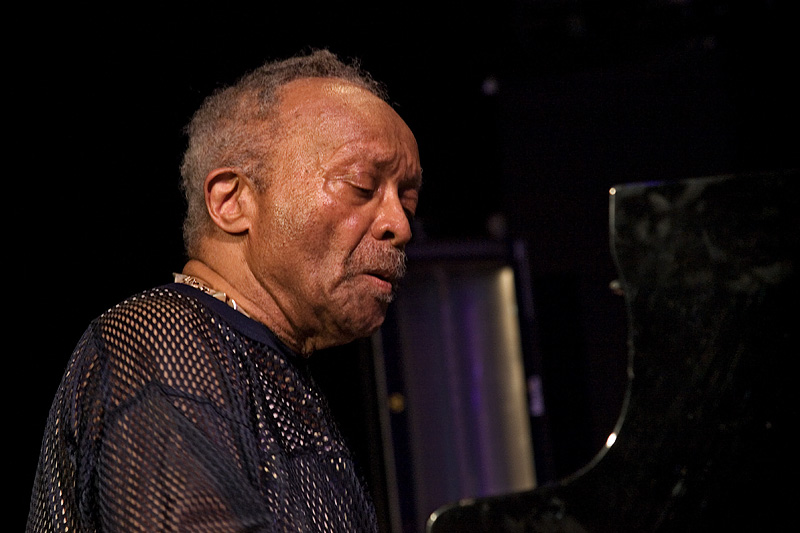
Cecil Taylor, Moers Festival (2008)

Diese Diskografie ist eine Übersicht über die veröffentlichten Tonträger des Pianisten Cecil Taylor. Sie umfasst seine Alben unter eigenem Namen (Abschnitt 1) und seine Mitwirkungen an den Tonträgern Anderer (Abschnitt 2). Kompilationen finden sich im Abschnitt 3.

## Diskografie

### Unter eigenem Namen
Dieser Abschnitt listet die von Cecil Taylor veröffentlichten LPs und CDs chronologisch nach Aufnahmedatum (auch andere Sortierungen, z. B. nach Veröffentlichungsjahr oder Label, lassen sich durch Anklicken der jeweiligen „Reiter“ erstellen).
| Album                                                                    | Musiklabel                      | VÖ    | Aufnahme                                       | Anmerkungen |
| ------------------------------------------------------------------------ | ------------------------------- | ----- | ---------------------------------------------- | --- |
| Jazz Advance                                                             | Transition; Blue Note Records   | 1956  | 14. September 1956                             | mit Steve Lacy, Buell Neidlinger und Denis Charles (verschiedene Besetzungen) |
| At Newport                                                               | Verve                           | 1958  | 6. Juli 1957                                   | im Quartett mit Buell Neidlinger, Denis Charles und Steve Lacy beim Newport Jazz Festival, zweite Plattenseite mit dem Gigi Gryce-Donald Byrd Jazz Laboratory, auch unter den Titeln Modern Jazz und Masters of the Modern Piano                                                                                |
| Looking Ahead!                                                           | Contemporary                    | 1959  | 9. Juni 1958                                   | mit Earl Griffith, Buell Neidlinger und Denis Charles |
| Hard Driving Jazz                                                        | United Artists/Blue Note        | 1959  | 13. Oktober 1958                               | mit John Coltrane, Kenny Dorham, Chuck Israels, Louis Hayes (und andere Ausgaben auch mit Steve Lacy, Buell Neidlinger, Dennis Charles), später auch unter dem Titel Coltrane Time bzw. Stereo Drive |
| Love for Sale                                                            | United Artists                  | 1959  | 15. April 1959                                 | mit Buell Neidlinger und Denis Charles sowie Ted Curson und Bill Barron |
| The World of Cecil Taylor                                                | Candid                          | 1960  | 12. & 13. Oktober 1960                         | mit Archie Shepp, Buell Neidlinger und Denis Charles |
| Air                                                                      | Candid                          | 1988  | 12. & 13. Oktober 1960                         | mit Archie Shepp, Buell Neidlinger und Sunny Murray bzw. Denis Charles |
| Cell Walk for Celeste                                                    | Candid                          | 1961  | 9. & 10. Januar 1961                           | mit Archie Shepp, Buell Neidlinger und Denis Charles sowie Clark Terry, Roswell Rudd, Steve Lacy, Charles Davis, Billy Higgins |
| Jumpin’ Punkins                                                          | Victor/Candid                   | 1977  | 9. & 10. Januar 1961                           | mit Archie Shepp, Buell Neidlinger und Denis Charles sowie Clark Terry, Roswell Rudd, Steve Lacy, Charles Davis, Billy Higgins |
| New York City R&B                                                        | Candid bzw. Columbia            | 1961  | 9. & 10. Januar 1961                           | mit Clark Terry, Roswell Rudd, Steve Lacy, Archie Shepp, Charles Davis, Buell Neidlinger, Denis Charles sowie Billy Higgins |
| What’s New                                                               | Debut/Fontana/Freedom/Intercord | 1965  | 23. November 1962                              | Live mit Jimmy Lyons, Sunny Murray im Jazzhus Montmartre. Auch unter dem Titel Nefertiti the Beautiful One Has Come |
| Innovations                                                              | Debut/Freedom/Polydor           | 1972  | 23. November 1962                              | Live mit Jimmy Lyons, Sunny Murray im Jazzhus Montmartre. Mit What’s New auch als Complete Live at the Cafe Montmartre |
| Unit Structures                                                          | Blue Note                       | 1966  | 19. Mai 1966                                   | mit Eddie Gale, Jimmy Lyons, Ken McIntyre, Henry Grimes, Alan Silva, Andrew Cyrille |
| Conquistador!                                                            | Blue Note                       | 1967  | 6. Oktober 1966                                | mit Bill Dixon, Jimmy Lyons, Henry Grimes, Alan Silva, Andrew Cyrille |
| Student Studies                                                          | BYG/Black Lion Records          | 1973  | 30. November 1966                              | mit Jimmy Lyons, Alan Silva, Andrew Cyrille, auch unter dem Titel The Great Paris Concert |
| Praxis                                                                   | Praxis                          | 1982  | Juli 1968                                      | Livekonzert, solo |
| Nuits de la Fondation Maeght                                             | Shandar/Prestige                | 1971  | 29. Juli 1969                                  | mit Jimmy Lyons, Sam Rivers, Andrew Cyrille, bei Prestige 1977 unter dem Titel The Great Concert of Cecil Taylor |
| In Europe                                                                | Jazz Connoisseur                | ?     | 9. November 1969                               | mit Jimmy Lyons, Sam Rivers, Andrew Cyrille |
| Piano Solo at Town Hall 1971                                             | FreeFactory                     | 2009  | 1971                                           | solo |
| Indent                                                                   | Arista Freedom                  | 1973  | 11. März 1973                                  | solo |
| Akisakila                                                                | Trio                            | 1973  | 22. Mai 1973                                   | mit Jimmy Lyons, Andrew Cyrille in der Koseinenkin Dai-Hall in Tokyo |
| Solo, 1973                                                               | Trio                            | 1973  | 19. Mai 1973                                   | Live-Aufnahme eines Solokonzerts aus der Iino Hall, Tokyo |
| Spring of Two Blue J’s                                                   | Unit Core/Historical Masters    | 1974  | 4. November 1973                               | Eine Seite solo, andere Seite im Quartett mit Jimmy Lyons, Sirone, Andrew Cyrille |
| Silent Tongues                                                           | Freedom                         | 1974  | 2. Juli 1974                                   | solo, live beim Montreux Jazz Festival |
| Dark to Themselves                                                       | Enja                            | 1976  | 18. Juni 1976                                  | Live-Aufnahme vom Ljubljana Jazz Festival mit Raphe Malik, Jimmy Lyons, David S. Ware und Marc Edwards |
| Air Above Mountains                                                      | Enja/Inner City                 | 1976  | 20. August 1976                                | Live-Aufnahme eines Solokonzerts aus Schloss Moosham |
| Cecil Taylor Unit                                                        | New World                       | 1978  | 3. bis 6. April 1978                           | mit Raphe Malik, Jimmy Lyons, Ramsey Ameen, Sirone, Ronald Shannon Jackson |
| 3 Phasis                                                                 | New World                       | 1978  | 3. bis 6. April 1978                           | mit Raphe Malik, Jimmy Lyons, Ramsey Ameen, Sirone, Ronald Shannon Jackson |
| Live in the Black Forest                                                 | MPS, Pausa                      | 1978  | 3. Juni 1978                                   | mit Raphe Malik, Jimmy Lyons, Ramsey Ameen, Sirone, Ronald Shannon Jackson (Live-Aufnahme des SWR) |
| One Too Many Salty Swift and Not Goodbye                                 | Hat Hut                         | 1980  | 14. Juni 1978                                  | mit Raphe Malik, Jimmy Lyons, Ramsey Ameen, Sirone, Ronald Shannon Jackson (Live-Aufnahme des SWF) |
| Historic Concerts                                                        | Soul Note                       | 1984  | 15. Dezember 1979                              | mit Max Roach |
| It Is in the Brewing Luminous                                            | Hat Hut                         | 1981  | 8./9. Februar 1980                             | mit Raphe Malik, Jimmy Lyons, Ramsey Ameen, Alan Silva, Jerome Cooper, Sunny Murray |
| Fly! Fly! Fly! Fly! Fly!                                                 | MPS                             | 1980  | 14. September 1980                             | solo |
| Calling It the Eighth                                                    | Hat Hut                         | 1986  | 8. November 1981                               | mit Jimmy Lyons, William Parker und Rashid Bakr. Live-Aufnahme von den 2. Freiburger Jazztagen, spätere Auflagen unter dem vereinfachten Titel The Eighth |
| Garden                                                                   | Hat Hut                         | 1982  | 16. November 1981                              | Live-Aufnahme eines Solokonzerts in Basel |
| Nicaragua: No Pasaran – Willisau 83 Live                                 | Nica (Bootleg)                  | 1983? | 27. August 1983                                | Konzert mit Jimmy Lyons, William Parker, André Martinez, Rashid Bakr, Brenda Bakr |
| Winged Serpent (Sliding Quadrants)                                       | Soul Note                       | 1985  | 22. bis 24. Oktober 1984                       | mit Jimmy Lyons, Enrico Rava, Tomasz Stanko, Frank Wright, John Tchicai, Gunter Hampel, Karen Borca, André Martinez, William Parker und Rashid Bakr (als The Orchestra of Two Continents) |
| Iwontunwons                                                              | Sound Hills                     | 1995  | 8. Februar 1986                                | Live-Aufnahme eines Solokonzerts aus dem Sweet Basil |
| Amewa                                                                    | Sound Hills                     | 1995  | 8. Februar 1986                                | Live-Aufnahme eines Solokonzerts aus dem Sweet Basil |
| For Olim                                                                 | Soul Note                       | 1987  | 9. April 1986                                  | Live-Aufnahme eines Solokonzerts in Westberlin |
| Olu Iwa                                                                  | Soul Note                       | 1987  | 12. April 1986                                 | Live-Aufnahme eines Konzerts mit Thurman Barker, William Parker und Steve McCall sowie Earl McIntyre, Peter Brötzmann und Frank Wright aus Westberlin |
| Live in Bologna                                                          | Leo Records                     | 1987  | 3. November 1987                               | mit Thurman Barker, William Parker, Carlos Ward und Leroy Jenkins |
| Live in Vienna                                                           | Leo                             | 1988  | 7. November 1987                               | mit Thurman Barker, William Parker, Carlos Ward und Leroy Jenkins |
| Tzotzil/Mummers/Tzotzil                                                  | Leo                             | 1988  | 7. November 1987 (Gedichte später aufgenommen) | mit Thurman Barker, William Parker, Carlos Ward und Leroy Jenkins |
| Chinampas                                                                | Leo                             | 1988  | 17. und 18. November 1987                      | solo |
| Riobec                                                                   | FMP                             | 1988  | 17. Juni 1988                                  | Live-Aufnahme in Westberlin mit Günter Baby Sommer |
| In East Berlin                                                           | FMP                             | 1988  | 20. und 21. Juni 1988                          | Live-Aufnahme in Ostberlin, auf der zweiten CD ist Günter Baby Sommer dabei |
| Regalia                                                                  | FMP                             | 1988  | 26. Juni 1988                                  | Live-Aufnahme in Westberlin mit Paul Lovens |
| The Hearth, 1988                                                         | FMP                             | 1988  | 30. Juni 1988                                  | Live-Aufnahme in Westberlin mit Evan Parker und Tristan Honsinger |
| Alms/Tiergarten (Spree), 1988                                            | FMP                             | 1989  | 2. Juli 1988                                   | Live-Aufnahme in Westberlin mit dem Cecil Taylor European Orchestra (Enrico Rava, Tomasz Stanko, Martin Mayes, Hannes Bauer, Christian Radovan, Wolter Wierbos, Hans Koch, Peter van Bergen, Peter Brötzmann, Gunter Hampel, Peter Kowald, William Parker, Han Bennink)                                         |
| Remembrance                                                              | FMP                             | 1989  | 3. Juli 1988                                   | Live-Aufnahme in Westberlin mit Louis Moholo |
| Pleistozaen mit Wasser                                                   | FMP                             | 1989  | 9. Juli 1988                                   | Live-Aufnahme in Westberlin mit Derek Bailey |
| Spots, Circles, and Fantasy                                              | FMP                             | 1989  | 10. Juli 1988                                  | Live-Aufnahme in Westberlin mit Han Bennink |
| Legba Crossing                                                           | FMP                             | 1989  | 15. Juli 1988                                  | Live-Aufnahme eines Konzerts in Westberlin mit dem Cecil Taylor Workshop Ensemble (Sabine Kopf, Daniel Werts, Brigitte Vinkeloe, Joachim Gies, Ove Volquartz, Heinz-Erich Gödecke, Harald Kimmig, Alexander Frangenheim, Uwe Martin, George Wolf, Paul Plimley, Lukas Lindenmaier, Peeter Uuskyla, Trudy Morse) |
| Erzulie Maketh Scent                                                     | FMP                             | 1989  | 16. Juli 1988                                  | Live-Aufnahme eines Solokonzerts in Westberlin |
| Leaf Palm Hand                                                           | FMP                             | 1989  | 17. Juli 1988                                  | Live-Aufnahme in Westberlin mit Tony Oxley |
| In Florescence                                                           | A&M                             | 1990  | 8. Juni 1989                                   | mit William Parker und Gregg Bendian |
| Looking (Berlin Version) Solo                                            | FMP                             | 1989  | 1. November 1989                               | Live-Aufnahme eines Solokonzerts in Westberlin |
| Looking (Berlin Version) The Feel Trio                                   | FMP                             | 1989  | 2. November 1989                               | Live-Aufnahme eines Triokonzerts mit William Parker und Tony Oxley in Westberlin |
| Looking (Berlin Version) Corona                                          | FMP                             | 1989  | 3. und 4. November 1989                        | Live-Aufnahme mit Ausschnitten aus zwei Konzerten vom Total Music Meeting mit Harald Kimmig, Muneer Abdul Fataah, William Parker und Tony Oxley in Westberlin |
| Celebrated Blazons                                                       | FMP                             | 1993  | 21. Juni 1990                                  | Live-Aufnahme eines Triokonzerts mit William Parker und Tony Oxley in Berlin |
| 2Ts for a Lovely T                                                       | Codanza Records                 | 2002  | 27. August bis 1. September 1990               | 10-CD-Box einer Serie von Konzerten mit William Parker und Tony Oxley in Ronnie Scott’s Jazz Club |
| Double Holy House                                                        | FMP                             | 1993  | 23. September 1990                             | Live-Aufnahme eines Solokonzerts in Berlin |
| Nailed, 1990                                                             | FMP                             | 1993  | 26. September 1990                             | Live-Aufnahme eines Konzerts mit Evan Parker, Barry Guy und Tony Oxley in Berlin |
| Melancholy, 1990                                                         | FMP                             | 1999  | 30. September 1990                             | Live-Aufnahme eines Konzerts mit in Berlin mit dem Cecil Taylor Workshop Ensemble (mit Tobias Netta, Jörg Huke, Thomas Wiedermann, Wolfgang Fuchs, Volker Schlott, Harri Sjöström, Evan Parker, Thomas Klemm, Barry Guy, Tony Oxley)                                                                            |
| The Dance Project                                                        | FMP                             | 2008  | 8. Juli 1990                                   | mit William Parker und Masashi Harada |
| The Tree of Life                                                         | FMP                             | 1998  | 19. März 1991                                  | Live-Aufnahme eines Solokonzerts in der Deutschen Oper |
| Always a Pleasure                                                        | FMP                             | 1996  | 8. April 1993                                  | Live-Aufnahme eines Konzerts mit Longineu Parsons, Harri Sjöström, Charles Gayle, Tristan Honsinger, Sirone und Rashid Bakr |
| Corona                                                                   | FMP                             | 2018  | 1. November 1996                               | Live-Aufnahme eines Konzertes vom Total Music Meeting mit Sunny Murray (und den Stimmen von Dominic Duval, Tristan Honsinger, Jeff Hoyer, Chris Jonas, Jackson Krall, Elliott Levin, Chris Matthay, Harri Sjöström)                                                                                             |
| Almeda                                                                   | FMP                             | 2004  | 2. November 1996                               | Live-Aufnahme eines Konzerts mit Chris Matthay, Chris Jonas, Harri Sjöström, Elliott Levin, Jeff Hoyer, Tristan Honsinger, Dominic Duval, Jackson Krall (Taylor nur im zweiten Stück am Piano) |
| The Light of Corona                                                      | FMP                             | 2003  | 3. November 1996                               | Live-Aufnahme eines Konzerts mit Chris Matthay, Chris Jonas, Harri Sjöström, Elliott Levin, Jeff Hoyer, Tristan Honsinger, Dominic Duval, Jackson Krall |
| Qu’a: Live at the Iridium, vol. 1 & 2, 1998                              | Cadence Jazz                    | 1998  | 29. März 1998                                  | Live-Aufnahme eines Konzerts mit Harri Sjöström, Dominic Duval, Jackson Krall |
| Momentum Space                                                           | Verve                           | 1999  | 4. und 5. August 1998                          | mit Dewey Redman und Elvin Jones; Taylor spielt nur auf 4 von 7 Titeln |
| Cecil Taylor Quintet: Lifting the Bandstand                              | Fundacja Słuchaj                | 2001  | Oktober 1998                                   | Live-Aufnahme eines Konzerts beim Tampere Jazz Happening mit Harri Sjöström, Tristan Honsinger, Teppo Hauta-aho, Paul Lovens, |
| Algonquin                                                                | Bridge                          | 2004  | 12. Februar 1999                               | Live-Auftritt mit Mat Maneri in der Library of Congress |
| Poschiavo, 1999                                                          | Black Sun                       | 2018  | 14. Mai 1999                                   | Live-Aufnahme eines Solokonzerts beim Uncool Festival in Poschiavo |
| Incarnation                                                              | FMP                             | 2004  | 4. November 1999                               | mit Franky Douglas, Tristan Honsinger und Andrew Cyrille |
| Complicité                                                               | Les Disques Victo               | 2001  | 22. Mai 2000                                   | Solokonzert beim Festival International de Musique Actuelle de Victoriaville, die beiden anderen CDs enthalten Konzerte von Marilyn Crispell und Paul Plimley/John Oswald |
| The Willisau Concert                                                     | Intakt                          | 2002  | 3. September 2000                              | Solokonzert beim Jazz Festival Willisau |
| The Owner of the River Bank                                              | Enja                            | 2003  | 10. September 2000                             | mit dem Italian Instabile Orchestra als Teil des Talos Festival in Ruvo di Puglia |
| Cecil Taylor & Tony Oxley: Being Astral and All Registers – Power of Two | Discus                          | 2020  | 10. Mai 2002                                   | Live-Auftritt mit Tony Oxley beim Musikfestival Ulrichsberger Kaleidophon in Ulrichsberg |
| Taylor/Dixon/Oxley                                                       | Les Disques Victo               | 2002  | 19. Mai 2002                                   | Live-Auftritt mit Bill Dixon und Tony Oxley beim Festival International de Musique Actuelle de Victoriaville |
| The Last Dance. Volumes 1 and 2                                          | Cadence Jazz                    | 2009  | 30. Oktober 2003                               | Live-Auftritt beim San Francisco Jazz Fest mit Dominic Duval (2CD) |
| Ailanthus / Altissima: Bilateral Dimensions of 2 Root Songs              | Triple Point Records            | 2009  | 6. und 9. November 2008                        | Live-Auftritt im Village Vanguard mit Tony Oxley, mit einem Buch mit Gedichten und Kunstwerken |
| Conversations with Tony Oxley                                            | Jazzwerkstatt Berlin            | 2018  | 20. Februar 2008                               | Live-Aufnahme eines Konzertes mit Tony Oxley in der Philharmonie Berlin |
| At Angelica 2000 Bologna                                                 | I Dischi di Angelica            | 2020  | 10. Mai 2010                                   | Live-Aufnahme eines Solokonzerts im Teatro Comunale di Bologna bei Angelica, Festival Internazionale di Musica (CD 1), Interview mit Taylor im Palazzo dei Notai, Bologna am 11. Mai 2010 (CD 2) |
| Birdland, Neuburg 2011                                                   | Fundacja Słuchaj                | 2020  | 18. November 2011                              | Live-Aufnahme eines Konzerts mit Tony Oxley im Birdland Neuburg |
| Mixed to Unit Structures Revisited                                       | Ezz-thetics                     | 2021  | 10. Oktober 1961 bzw. 19. Mai 1966             | Enthält die Studioaufnahmen von Taylors Album Unit Structures (1966, siehe oben) sowie Taylors Aufnahmen zur Impulse!-LP Into the Hot, die 1962 unter dem Namen Gil Evans erschienen. |
| The Complete, Legendary, Return Live Concert                             | Oblivion                        | 2022  | 4. November 1973                               | Enthält das vollständige Konzert Taylors in der New Yorker Town Hall, das ausschnittsweise auf der LP Spring of Two Blue-J’s (1974) erschienen war. |
| Göttingen                                                                | Fundacja Słuchaj                | 2021  | 15. September 1990                             | Live-Aufnahme eines Konzerts des Cecil Taylor Ensemble mit (Tobias Netta, Heinz-Erich Gödecke, Joachim Gies, Martin Speicher, Ove Volquartz, Harald Kimmig, Alexander Frangenheim, Uwe Martin, Georg Wolf, Kojo Samuels, Lukas Lindenmaier und Peeter Uuskyla) im Junge Theater Göttingen                       |
| With (Exit) to Student Studies Revisited                                 | Ezz-thetics                     | 2022  | 6. Oktober 1966 bzw. 30. November 1966         | Enthält einen Studiomitschnitt im Sextett mit Jimmy Lyons, Bill Dixon, Henry Grimes, Alan Silva, Andrew Cyrille (Teil der Conquistador!-Session) und einen Live-Mitschnitt aus Paris im Quartett (ohne Dixon und Grimes; = Student Studies)                                                                     |
| Respiration: Live in Warsaw ’68                                          | Fundacja Słuchaj                | 2022  | 18. Oktober 1968                               | Solokonzert, Jazz Jamboree 1968 |
| Live at Fat Tuesday’s, February 9, 1980: First Visit                     | Ezz-Thetics                     | 2024  | 9. Februar 1980                                | Cecil Taylor Unit (Raphe Malik, Jimmy Lyons, Ramsey Ameen, Alan Silva, Jerome Cooper, Sunny Murray) |
| Live at Fat Tuesday’s February 10, 1980                                  | Ezz-Thetics                     | 2024  | 10. Februar 1980                               | Cecil Taylor Unit (Jimmy Lyons, Ramsey Ameen, Alan Silva, Jerome Cooper, Sunny Murray) |
| Flashing Spirits                                                         | Burning Ambulance Music         | 2025  | 3. September 1988                              | Duo mit Tony Oxley, Outside in Festival in Crawley (Sussex) |

### Kollaborative Aufnahmen und Aufnahmen unter anderem Namen
- 1961: Gil Evans Orchestra: Into the Hot (auf der einen Plattenseite drei Titel mit Taylors Quintett bzw. Septett mit Jimmy Lyons, Archie Shepp, Henry Grimes, Sunny Murray sowie Roswell Rudd und Ted Curson)
- 1968: Jazz Composer’s Orchestra: The Jazz Composer’s Orchestra (JCOA; Taylor als Interpret an zwei Titeln beteiligt)
- 1976: Friedrich Gulda: Nachricht vom Lande (Taylor an drei (von sechs) Titeln beteiligt mit Gulda sowie Albert Mangelsdorff, John Surman, Barre Phillips, Stu Martin, Ursula Anders)
- 1977: Cecil Taylor/Mary Lou Williams Embraced (Pablo, mit Bob Cranshaw, Mickey Roker)
- 1978: Tony Williams: The Joy of Flying (Taylor an einem Titel beteiligt)
- 1980: Krystall Klear and the Buells Ready for the 90’s (K2B2 Records, Taylor ist nur an einem Titel mit Buell Neidlinger und Dennis Charles aus dem Jahr 1961 beteiligt)
- 1983: Buell Neidlinger, Marty Krystall, Archie Shepp, Glenn Ferris, Billy Elgart, Don Preston, Deborah Fuss, Dennis Charles, Cecil Taylor: Marty’s Garage (K2B2 Records, Taylor ist nur an einem Titel aus dem Jahr 1961 beteiligt)
- 1990: Art Ensemble of Chicago with Cecil Taylor: Thelonious Sphere Monk (Taylor an drei Titeln beteiligt)
- 2012: Cecil Taylor + Pauline Oliveros: Solo – Duo – Poetry (EMPAC CD; rec. 2008)[3]

### Kompilationen
- 1985: V.A. One Night with Blue Note Volume 2 (Blue Note; Live-Aufnahmen vom 22. Februar 1985; nur ein Titel mit Taylor solo; je ein Titel mit dem Bennie Wallace Trio und dem Quintett von Jackie McLean)
- 1989: Crossing (Jazz Hour, enthält Aufnahmen aus den Alben The Great Paris Concert, Indent und Silent Tongues)[4]
- 1989: In Berlin 88 (FMP, enthält alle 13 CDs von Taylors Aufenthalt im Spätsommer 1988 in Berlin)[5]
- 1989: The Complete Candid Recordings of Cecil Taylor and Buell Neidlinger (Mosaic; 6 LPs bzw. 4 CDs mit Aufnahmen von 1960/61 mit Archie Shepp, Dennis Charles, Steve Lacy, Charles Davis, Clark Terry, Roswell Rudd, Billy Higgins sowie den Auftritt beim Newport Jazz Festival 1957 mit Lacy, Neidlinger und Davis; diese Kompilation wurde 2022 unter dem Titel The Complete Nat Hentoff Sessions vertrieben)
- 1998: V.A. Mixed (Impulse!)
- 2014: The Complete Collection 1956-1962 Nine Original Albums (Enlightenment, enthält die Alben Jazz Advance, At Newport, Looking Ahead!, Stereo Drive, Love For Sale, New York City R&B, The World Of Cecil Taylor, Into The Hot und Live at The Cafe Montmartre)
- 2018: The Glorious Step (Musica)